# Bannière jaune
La bannière jaune ou bannière jaune régulière (chinois simplifié : 正黄旗 ; chinois traditionnel : 正黃旗 ; pinyin : zhēng huáng qí, par opposition à la bannière jaune à bordure) est une des huit bannières divisant les troupes militaires sous la dynastie Qing. Elle commence en 1615 et se termine en 1911, lors de la révolution Xinhai qui fait tomber la Chine impériale et voit débuter la République de Chine (1912-1949).

## Principales divisions
Elle comprend : 
- La Bannière jaune mandchoue
- La Bannière jaune han
- La Bannière jaune mongole
- La Bannière jaune auxiliaire